# Partido Proletario Japonés
El Partido Proletario Japonés (日本無産党 Nihon Musantō?) fue un partido político izquierdista de corta duración a principios del período Shōwa de Japón.
El Nihon Musantō fue fundado por Suzuki Mosaburō y Katō Kanjū (1892–1978) en marzo de 1937, como un ala política del movimiento sindical. Katō, su presidente, ganó un escaño en las elecciones generales de 1937, pero el partido no logró crear un gran apoyo popular contra las crecientes fuerzas del militarismo y contra la creciente inflación en la economía japonesa.
En diciembre de 1937, sus miembros fueron arrestados en el incidente del Frente Popular, y el partido fue disuelto.